# Cosma III di Alessandria (copto)
Papa Cosma III o Cosimo III (in arabo egiziano قزمان التالت; IX secolo – 27 febbraio 932), è stato il 58º papa della Chiesa ortodossa copta. È commemorato nel Calendario dei Santi della Chiesa ortodossa copta il 3 paremhat.
Mentre secondo fonti più antiche avrebbe regnato dal 920 al 27 gennaio 934, autori contemporanei pongono l'intervallo tra il 920 e il 932.
Nominò un metropolita per la Chiesa ortodossa etiope, dopo anni di assenza vicariata del sovrano etiope. Questo portò a conflitti sul trono d'Etiopia e a una tensione dei rapporti con il trono papale.
Dopo 12 anni di patriarcato, morì il 3 paremhat 648 (27 febbraio 932 d.C.).